# 第一代休德利的西摩男爵托馬斯·西摩

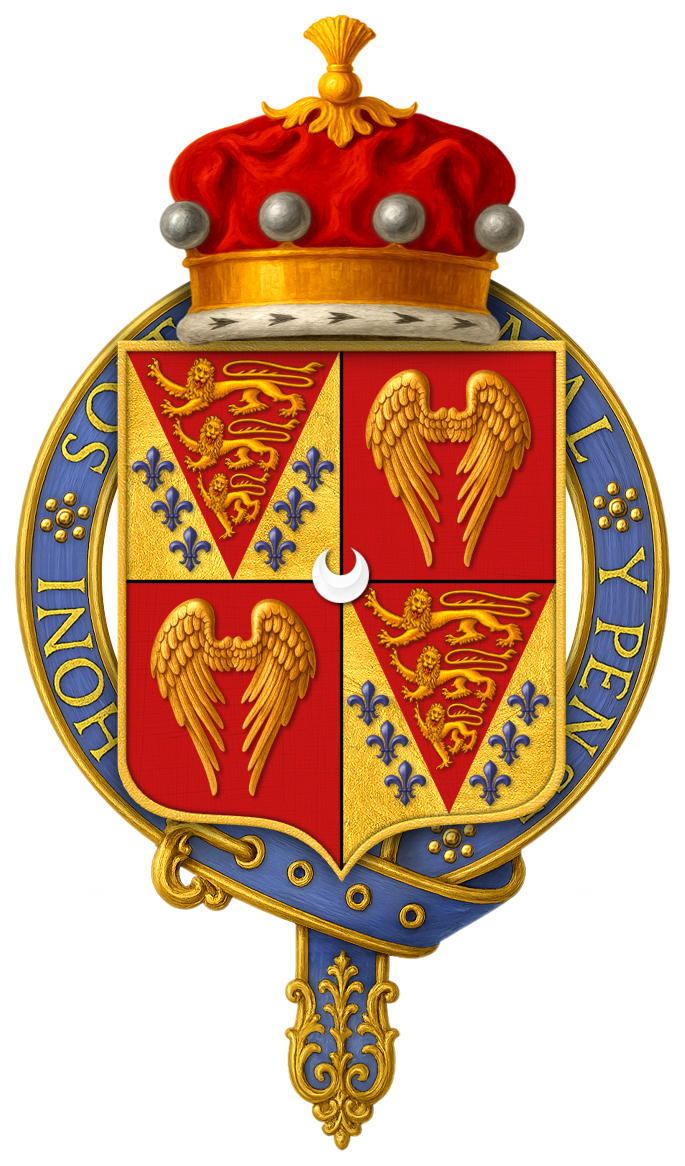
徽章

第一代休德利的西摩男爵托馬斯·西摩 KG （Thomas Seymour, 1st Baron Seymour of Sudeley，1508年—1549年3月20日） 是第一代薩默塞特公爵愛德華·西摩的弟弟，凱瑟琳·帕爾的第四位丈夫。與凱瑟琳·帕爾結婚後，他又和幼年的伊麗莎白傳出緋聞。他曾擔任海軍大臣，但是因涉嫌勾結海盜、策劃謀反而被殺。